# Berend van der Wal
Berend van der Wal (6 augustus 1928 – 17 januari 1998) was een Nederlands politicus van het CDA.
Hij was langdurig gemeenteraadslid en wethouder van Stadskanaal voordat hij in juni 1988 benoemd werd tot waarnemend burgemeester van Ulrum. Bij de Groningse gemeentelijke herindeling van 1990 ging Ulrum samen met enkele buurgemeenten op in de nieuwe gemeente De Marne (aanvankelijk nog onder de naam 'Gemeente Ulrum'). Daarmee kwam zijn functie te vervallen. Van der Wal overleed begin 1998 op 69-jarige leeftijd.